# Der Hobbit (Computerspiel)
Der Hobbit ist ein Action-Adventure von Sierra Entertainment und Vivendi Universal Games, das 2003 für Game Boy Advance, GameCube, PlayStation 2, Xbox und Windows erschienen ist. Die Handlung basiert auf dem Fantasy-Roman Der Hobbit von J. R. R. Tolkien. Entwickelt wurde es von Inevitable Entertainment (GameCube, PS2, Xbox), The Fizz Factor (PC) und Saffire (Game Boy Advance).

## Handlung und Steuerung
Das Action-Adventure basiert auf der Romanvorlage. Als Bilbo Beutlin begibt sich der Spieler von Hobbingen aus in einer Third-Person-Perspektive auf seine Abenteuerliche Reise zum Einsamen Berg, auf die er von Gandalf mit Thorin und seinen Zwergen geschickt wurde. Er muss sich unter anderem an die drei Trolle heranschleichen ohne entdeckt zu werden, begegnet Gollum und findet den magischen Ring, muss sich im Düsterwald gegen die Spinnen erwehren und schließlich gegen den Drachen Smaug bestehen. Dabei kann der Spieler Objekte einsammeln oder sich mit unterschiedlichen Waffen gegen seine Feinde verteidigen. Mit der Kraft des Ringes kann er sich unsichtbar machen. Die Steuerung erfolgt am PC über die Tastatur und mit der Maus. Bilbo kann dabei Gegenstände einsammeln oder bewegen und gewinnt dadurch zusätzliche Erfahrung. Ihm stehen unterschiedliche Waffen zur Verfügung, so ein Spazierstock, Steine zum Bewerfen der Feinde oder das Schwert Stich. Zudem kann er Heiltränke einsammeln und anwenden sowie springen, sich ducken oder anschleichen. Auch die Kameraperspektive kann nach oben oder unten verändert werden. Gesprochen wird Bilbo in der deutschen Version von Bastian Pastewka.

## Grafik
Die Grafik erinnert eher an eine Zeichentrickfilm- oder Bilderbuchvorlage und orientiert sich nicht an den Figuren aus der Verfilmung des Herrn der Ringe. Die Level sind abwechslungsreich gestaltet, wobei auf zusätzliche Spezialeffekte weitestgehend verzichtet wurde. Teilweise werden kleinere filmähnliche Zwischensequenzen abgespielt. Der Zeichentrickstil ist an den Mix aus Abenteuerrollenspiel, Puzzle und Jump ’n’ Run angepasst.

## Veröffentlichungen
Die Lizenz für die Entwicklung des Spiels wurde Sierra durch Tolkien Enterprises erteilt.
- Der Hobbit die Vorgeschichte zu „Der Herr der Ringe“. Offizielles Spiel, basierend auf dem literarischen Werk von J.R.R. Tolkien OCLC 770471399
- Für Game Boy Advance freigegeben ab 6 Jahren, erschienen am 30. Oktober 2003.
- Für GameCube freigegeben ab 12 Jahren, erschienen am 7. November 2003.
- Für PlayStation 2 erschienen am 27. November 2003.
- Für Xbox, erschienen am 28. November 2003.

## Rezeption
Der Hobbit erhielt gemischte bis durchschnittliche Bewertungen. Bei Metacritic hält das Spiel 59 von 100 Punkten, aufbauend auf 17 Kritiken. Aus 36 Nutzerbewertungen ergibt sich mit 8,8 aus 10 Punkten eine eher positive Wertung (August 2023). Im Katalog von MobyGames hat der Titel einen „Moby Score“ von 6,4 und belegt damit Platz 1355 der gelisteten Einträge für die PlayStation 2. Basierend auf 42 Kritikermeinungen ergibt sich eine durchschnittliche Bewertung von 63 % (August 2023). Die eher mittelmäßige Umsetzung der Buchvorlage biete bekannte Spielmechaniken ohne neue Ideen. Fans des Action-Adventure-Genres oder von J. R. R. Tolkien könnten dennoch gefallen an dem Spiel finden.
Die „Mischung aus Kämpfen, Sprungeinlagen und viel zu einfach ausgefallenen Rätseln“ sei alles andere als neu, entwickele aber einen gewissen Reiz, hält Mathias Oertel für 4Players fest. Die Grafik sei gut, „aber nicht immer fehlerfrei“, und zusammen mit der „schönen Soundkulisse“ entstehe eine „ansprechende Atmosphäre“. Trotzdem lohne sich das Spiel „eher für die PC-User, da es auf der PS2 im Genre einfach zu viel Konkurrenz gibt“.
Laut Test bei Gamezone biete das Spiel „absolute Standardkost ohne jegliche Innovation“. Gelegentlich sehe der Titel „wirklich schön“ aus, an anderen Stellen „wiederum mehr als hässlich“. Insgesamt sei die technische Umsetzung aber „mittelmäßig“. Auch wenn sich die Entwickler sichtlich bemüht hätten, sei ihnen leider keine wirklich gute Buchumsetzung gelungen.
Für IGN beobachtet Matt Casamassina, dass die Videospielumsetzung offensichtlich von The Legend of Zelda beeinflusst sei, im direkten Vergleich fehle aber der intuitive Zugang und Feinschliff. Der Hobbit sei ein gut gemachtes Abenteuerspiel, das eine ordentliche Menge an Unterhaltung biete. Präsentation und Musik finden besonderes Lob, die Spielmechaniken fielen allerdings etwas formelhaft aus. Auch sei das Spiel durch den niedrigen Schwierigkeitsgrad wenig fordernd und damit eher für jüngere Spieler geeignet.